# Władysław Reymont

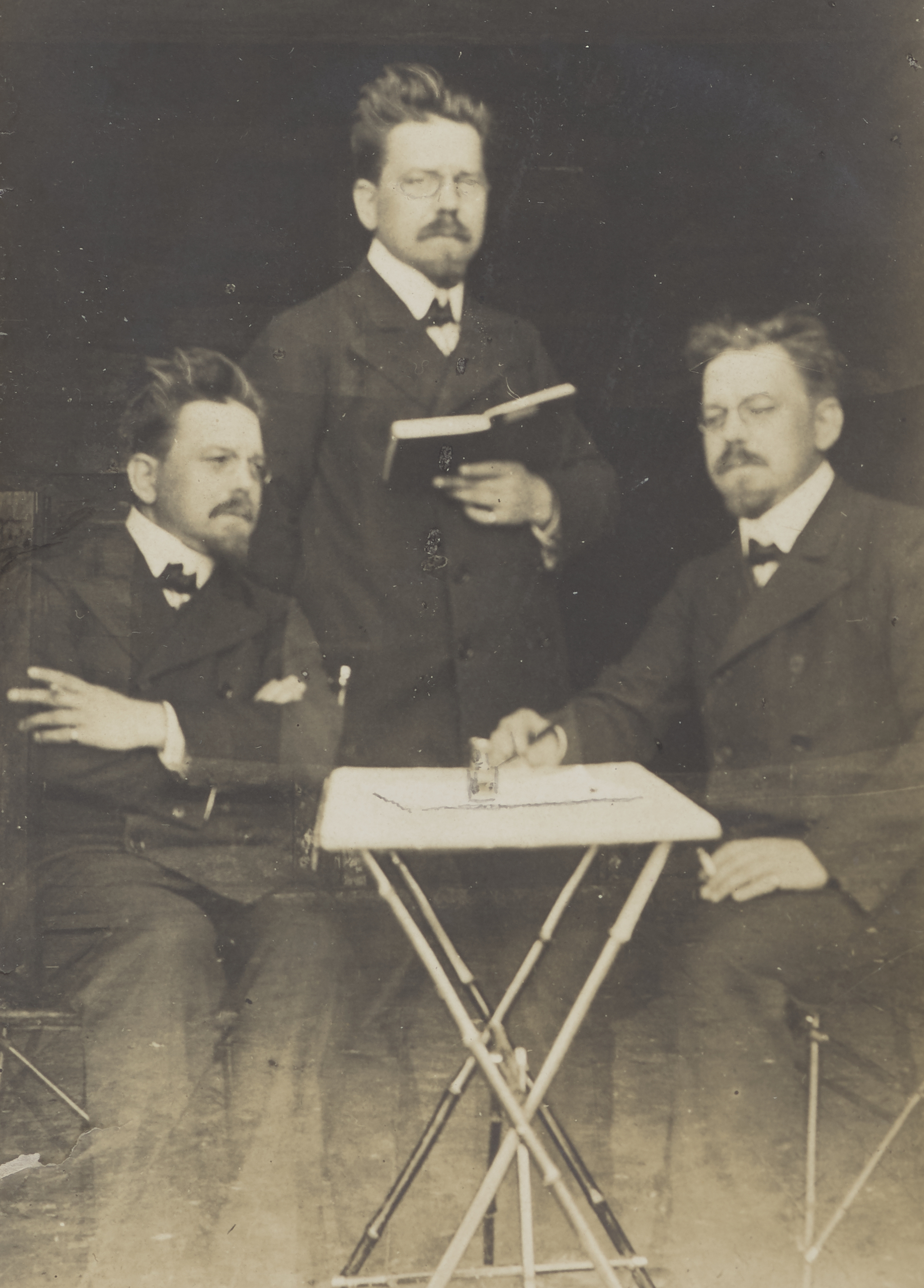
Wł. Reymont portret potrójny (1905)

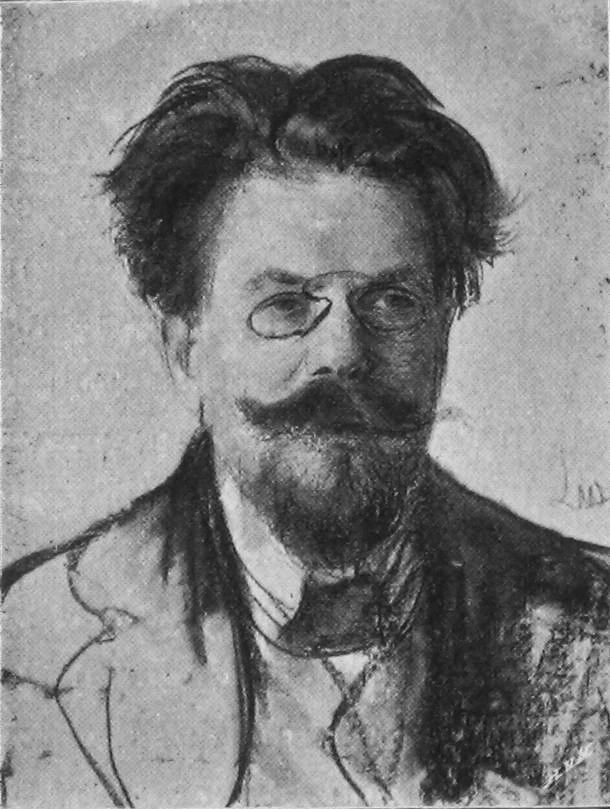
Reymont sportretowany przez Leona Wyczółkowskiego

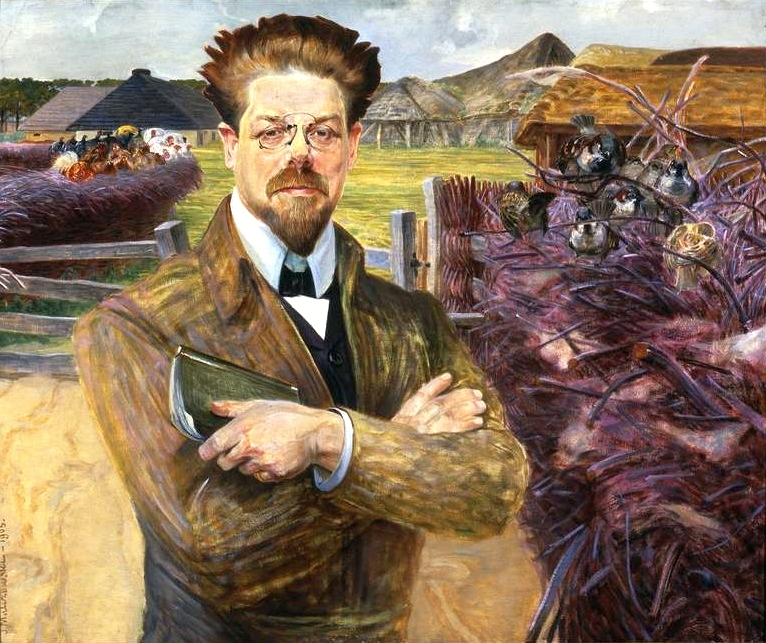
Jacek Malczewski, Portret Władysława Reymonta (1905)

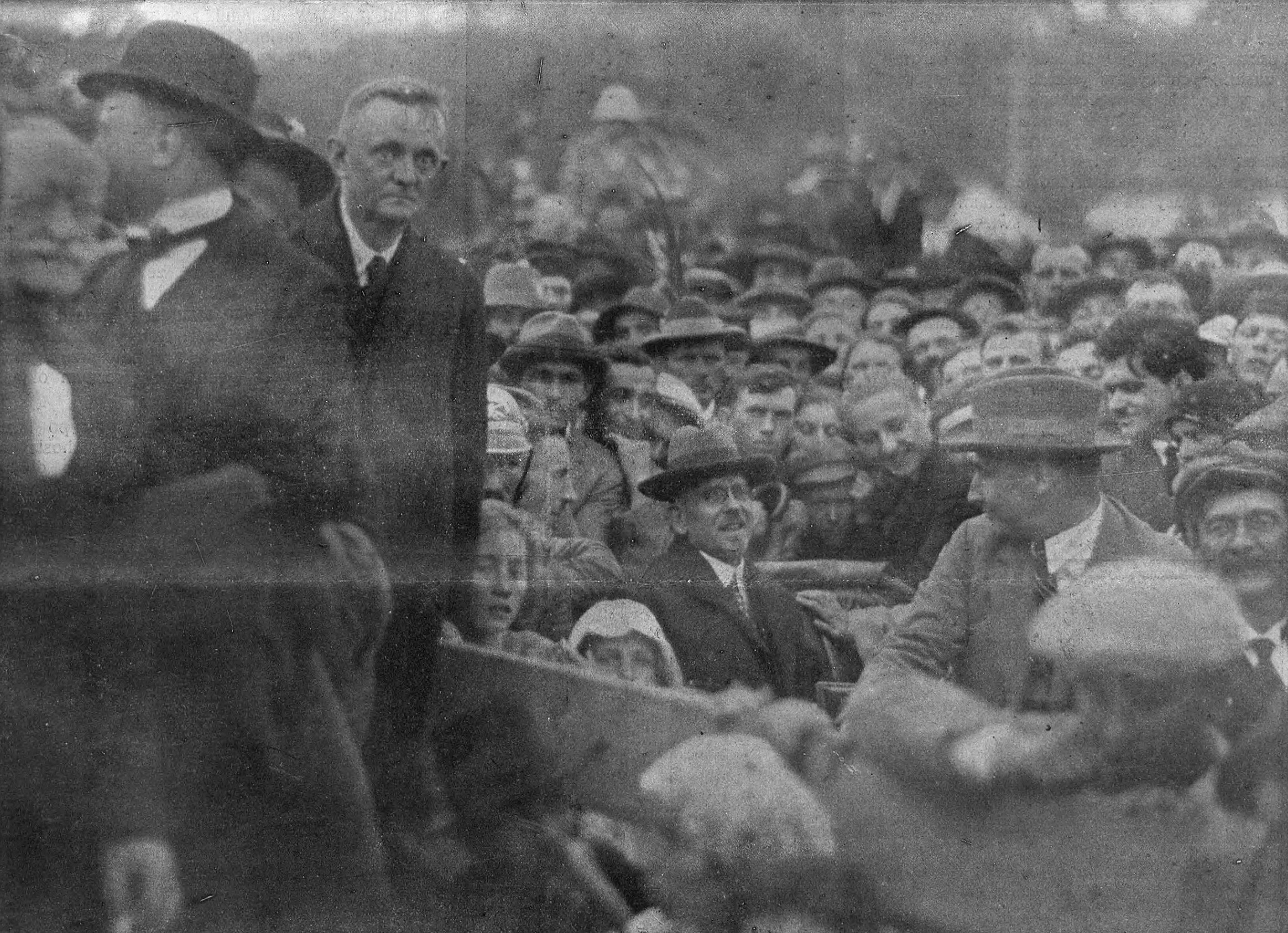
Władysław Reymont pośród ludu chłopskiego w Wierzchosławicach (15 sierpnia 1925)

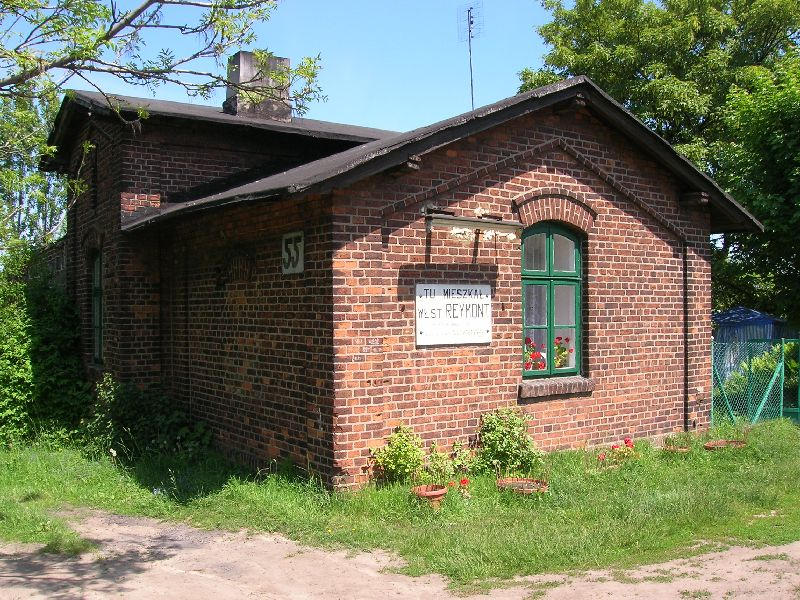
Dom Reymonta w Lipcach Reymontowskich

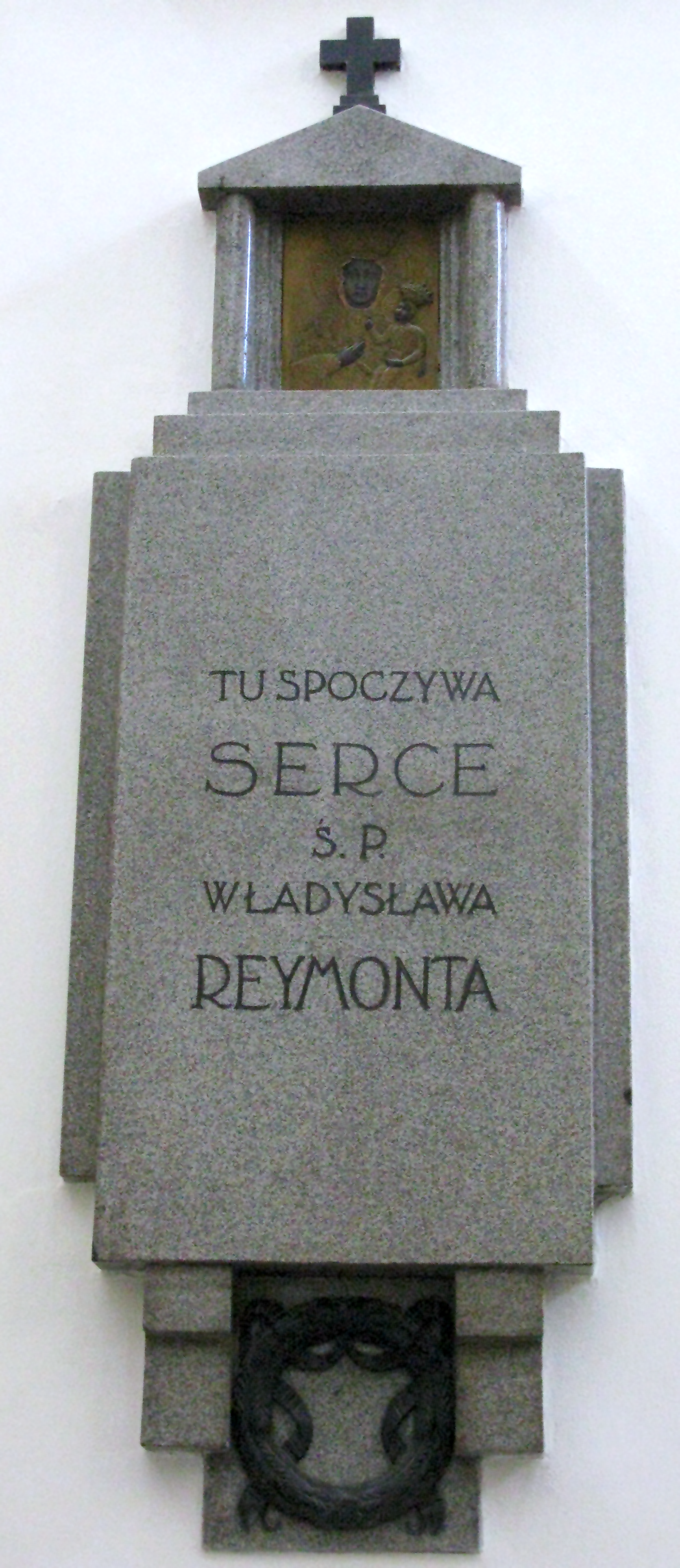
Epitafium serca Władysława Reymonta w bazylice Świętego Krzyża w Warszawie

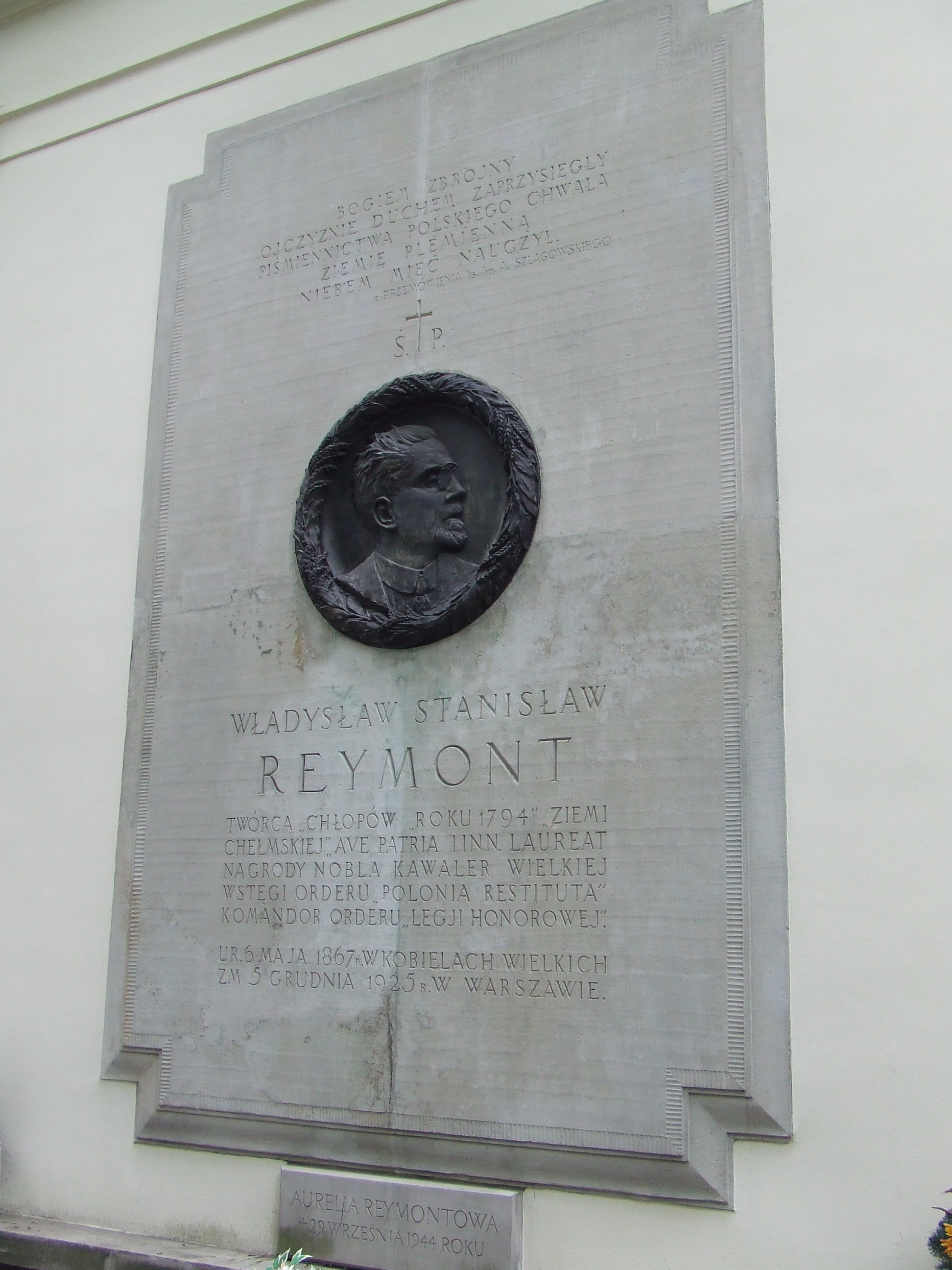
Grób Reymonta w Alei Zasłużonych na Starych Powązkach w Warszawie

Władysław Stanisław Reymont, właśc. Stanisław Władysław Rejment (ur. 7 maja 1867 w Kobielach Wielkich, zm. 5 grudnia 1925 w Warszawie) – polski pisarz, prozaik i nowelista. Laureat Nagrody Nobla w dziedzinie literatury w 1924 za czterotomową „epopeję chłopską” Chłopi. Jeden z najwybitniejszych i najważniejszych pisarzy w dziejach literatury polskiej. Jeden z głównych przedstawicieli realizmu z elementami naturalizmu w prozie Młodej Polski. Niewielką część jego spuścizny stanowią wiersze.

## Życiorys
Reymont urodził się w rodzinie organisty. Jego ojciec, Józef Rejment, człowiek oczytany, miał wykształcenie muzyczne i w tuszyńskiej parafii pełnił obowiązki organisty, a także prowadził księgi stanu cywilnego i korespondencję proboszcza z władzami rosyjskimi. Matka, Antonina z Kupczyńskich, miała talent do opowiadania. Wywodziła się ze zubożałej szlachty krakowskiej; w latach dojrzałych pisarz fakt ten często podkreślał.
Rodzice chcieli, aby został organistą. Odmówił uczęszczania do szkół, często zmieniał zawody, miejsca zamieszkania, dużo podróżował po Polsce i Europie. Ukończył Warszawską Szkołę Niedzielno-Rzemieślniczą. W latach 1880–1884 uczył się zawodu krawieckiego w Warszawie, po czym został czeladnikiem. W okresie 1884–1888 był aktorem w wędrownych grupach teatralnych, następnie w latach 1888–1893 dzięki protekcji ojca znalazł zatrudnienie jako niskiej rangi funkcjonariusz Kolei Warszawsko-Wiedeńskiej, pracując m.in. w Rogowie i Lipcach. W 1890 zmarła matka pisarza. Z twórczości literackiej utrzymywał się od 1894, kiedy przeniósł się do Warszawy, jednak swoje pierwsze wiersze pisał już w 1882.
W 1898 korespondował z Romanem Dmowskim, który pisał do niego: „Ludzie z naszemi usposobieniami nie lubią się krępować żadnemi zobowiązaniami moralnemi [...]. Obaj mamy trochę rozmachu, co sprawia, że obu nam za ciasno na świecie”. We wrześniu i październiku 1898 Reymont donosił Janowi Lorentowiczowi o bezskutecznych poszukiwaniach zaginionego wówczas Józefa Karola Potockiego, ideowego przeciwnika Dmowskiego w środowisku patriotycznym, stwierdzając, że poszukiwania „były silne i gorliwe, i liczne” i że Potocki „musi już nie żyć”. W 1899 Dmowski zamieścił zza granicy w pozbawionym sekcji literackiej „Przeglądzie Wszechpolskim” przychylną recenzję Ziemi obiecanej, odnosząc się pozytywnie do bohaterów powieści jako „ludzi czynnych” nowego typu i przede wszystkim do wyeksponowania przez pisarza „antagonizmu rasowo-kulturalnego” między Polakami a Żydami. Kolejną powieść – Chłopów – Reymont publikował już na łamach prasy endeckiej.
13 lipca 1900 Reymont uległ wypadkowi kolejowemu. Trafił do szpitala z dwoma złamanymi żebrami, jednak w raporcie lekarskim napisano, że pisarz ma 12 złamanych żeber oraz inne kontuzje ciała i nie wiadomo, czy będzie nadal zdolny do pracy umysłowej. Notatkę szpitalną sfałszował dr Jan Roch Raum. Wysokie odszkodowanie w wysokości 38 500 rubli pomogło mu zdobyć niezależność finansową.
15 lipca 1902 w Krakowie ożenił się z Aurelią Szabłowską z domu Schatzschnejder, ślub odbył się w kościele Karmelitów na Piasku. W tym samym roku umarł jego brat Franciszek.
Władysław Reymont był świadkiem wydarzeń rewolucji 1905 roku. Swoje obserwacje ze strajku powszechnego i demonstracji w Warszawie, po ogłoszeniu manifestu konstytucyjnego przez cara Mikołaja II, opisał m.in. w tekście Kartki z notatnika w nr 45 Tygodnika Ilustrowanego. Zbiór jego wspomnień z okresu, nazwanych Z konstytucyjnych dni. Notatki, przedrukowano następnie w 1956 r. w III tomie Dzieł wybranych, pt. Nowele.
Był członkiem Ligi Narodowej przed 1914. W odpowiedzi na deklarację wodza naczelnego wojsk rosyjskich wielkiego księcia Mikołaja Mikołajewicza Romanowa z 14 sierpnia 1914 podpisał telegram dziękczynny, głoszący m.in., że krew synów Polski, przelana łącznie z krwią synów Rosyi w walce ze wspólnym wrogiem, stanie się największą rękojmią nowego życia w pokoju i przyjaźni dwóch narodów słowiańskich.
W 1920 kupił majątek w Kołaczkowie.
13 listopada 1924 Reymont otrzymał Nagrodę Nobla, ale nie zdążył jej odebrać z uwagi na zły stan zdrowia. 1 maja 1925 przystąpił do Polskiego Stronnictwa Ludowego „Piast”. 16 maja 1925 przyznano mu tytuł członka honorowego Towarzystwa Dziennikarzy Polskich we Lwowie. 15 sierpnia 1925 wziął udział w uroczystościach w Wierzchosławicach, gdzie hołd oddało mu ok. 15 tys. chłopów przybyłych z całej Polski. Do końca życia zasiadał w składzie Kapituły Orderu Odrodzenia Polski.
Zmarł 5 grudnia 1925 w swoim mieszkaniu przy ul. Górnośląskiej 16 w Warszawie. 6 grudnia jego ciało uroczyście przeniesiono z ul. Górnośląskiej do katedry św. Jana, gdzie trumna została wystawiona na widok publiczny. 9 grudnia został pochowany w alei zasłużonych (rząd 1 miejsce 1,2,3,4,5) na cmentarzu Stare Powązki, a jego serce wmurowano w filarze kościoła św. Krzyża.

## Twórczość
Twórczość Reymonta jest zróżnicowana pod względem tematyki, formy literackiej oraz nierówna pod względem swej wartości. W powieściach obyczajowych zawarł elementy krytyki społecznej. Władysław Reymont jest laureatem Nagrody Nobla w dziedzinie literatury za rok 1924. Otrzymał ją za powieść Chłopi. Kontrkandydatami Reymonta do tej nagrody byli Stefan Żeromski i Tomasz Mann; ten pierwszy uznawany był za wybitniejszego pisarza, jednak jego osoba została odrzucona przez Akademię Szwedzką, uzasadniono to jego antygermanizmem.

### Ziemia obiecana
Jest to jedna z najwybitniejszych powieści Reymonta, po Chłopach najczęściej tłumaczona na języki obce i filmowana. Materiały do niej zaczął zbierać w 1896, przebywając przez blisko rok w Łodzi (opublikowana w latach 1897–1898 na łamach „Kuriera Warszawskiego”, osobne wydanie w 1899). Bohaterem tego studium jest miasto kapitalistyczne, jakim wtedy stawała się Łódź. Porównał ją do monstrum, niszczącego zwykłych ludzi, a z drugiej strony wykrzywiającego psychicznie właścicieli wielkich fortun.
Tematem powieści jest mechanizm „robienia pieniędzy” przez jej trzech bohaterów, z których jeden jest Polakiem (Karol Borowiecki), drugi Niemcem (Max Baum), trzeci Żydem (Moryc Welt). Różnice pochodzenia i obyczajów nie dzielą ich, wręcz przeciwnie – przyjaciele wykorzystują je dla skutecznego działania i wygrywania z konkurencją. Razem zakładają fabrykę, łączy ich wspólny interes, wspólne poczucie, że należą do grupy Lodzermenschów.
Mimo zawartej krytyki społecznej Ziemia Obiecana jest nie tylko manifestem politycznym. Plastyczny i naturalistyczny obraz Łodzi i jej mieszkańców jest przykładem antyurbanizmu Reymonta, jego umiłowania przyrody oraz przeciwstawiania „naturalnego” środowiska chłopskiego i wiejskiego (jego obyczajów, systemu wartości) „patologicznemu” środowisku miejskiemu. Ironiczny tytuł tej powieści stał się w Polsce publicystycznym określeniem Łodzi, z czasem pozbawionym pejoratywnego odcienia.
Powieść była dwukrotnie ekranizowana:
- Ziemia obiecana (1927) w reżyserii Aleksandra Hertza,
- Ziemia obiecana (1974) w reżyserii Andrzeja Wajdy,
  - Ziemia obiecana serial telewizyjny z 1978 zrealizowany na podstawie filmu Andrzeja Wajdy.

### Chłopi
Powieść powstawała w latach 1902–1908. Ukazywała się w odcinkach na łamach lwowskiego „Słowa Polskiego”, od 1902 organu Stronnictwa Demokratyczno-Narodowego w Galicji. Zawiera realistyczny obraz życia zbiorowości chłopskiej. Pisana jest specyficznym, potoczystym językiem, z wykorzystaniem elementów gwarowych. Życie społeczności wsi Lipce z jednej strony wyznacza rytm przyrody (poszczególne tomy są zatytułowane nazwami pór roku – zaczynając od „Jesieni”) oraz związane z nim zajęcia i prace na roli, a także zwyczaje i obrzędy, z drugiej zaś dokonujące się przemiany społeczno-ekonomiczne na wsi i związane z tym spory (rozwarstwienie ekonomiczne wsi, konflikty z dworem).
W to tło wpleciona jest główna oś akcji powieści, którą jest romans młodej, urodziwej i namiętnej Jagny – żony bogatego gospodarza Macieja Boryny, z jego synem Antkiem oraz postawy społeczności chłopskiej wobec tego zdarzenia. Po śmierci Macieja Boryny, który stał na czele buntu chłopów wobec dworu, Jagna zostaje napiętnowana i wypędzona przez społeczność wiejską. Wskutek tego ulega obłędowi, zaś pogodzony z losem Antek przejmuje gospodarstwo ojca.
Powieść „Chłopi” nawiązuje do fascynacji chłopską energią, naturalnością i prostotą życia, charakterystyczną dla wielu dzieł początków XX wieku, nazywanej niekiedy „chłopomanią”.
Powieść „Chłopi” była trzykrotnie sfilmowana, w 1922, 1972 i 2023. Premiera pierwszego z tych filmów odbyła się 7 kwietnia 1922, reżyserem był Eugeniusz Modzelewski, a w rolach głównych wystąpili: Mieczysław Frenkiel (Maciej Boryna), Maria Merita (Jagna), Henryk Rydzewski (Antek Boryna), Anna Belina (Hanka). Premiera drugiego z tych filmów odbyła się 7 grudnia 1973. Film reżyserował Jan Rybkowski, operatorem był Marek Nowicki, muzykę stworzył Adam Sławiński. W rolach głównych wystąpili: Władysław Hańcza (Maciej Boryna), Emilia Krakowska (Jagna), Ignacy Gogolewski (Antek Boryna), Krystyna Królówna (Hanka). Trzeci film miał premierę światową 8 września 2023 roku, polską 13 października tego samego roku. Reżyserami byli Dorota Kobiela-Welchmann i Hugh Welchmann, w rolach głównych wystąpili: Mirosław Baka (Maciej Boryna), Kamila Urzędowska (Jagna), Robert Gulaczyk (Antek Boryna), Sonia Mietielica (Hanka).

### Bunt
Bunt to ostatnia powieść Reymonta, publikowana w 1922 na łamach „Tygodnika Ilustrowanego”, a w 1924 wydana w postaci książki. Powieść radykalnie odstaje od wcześniejszej twórczości Reymonta, jest bowiem połączeniem baśni i antyutopii, opowiadającej o buncie zwierząt przeciwko człowiekowi. Powstanie rozpoczyna się od głoszenia szczytnych haseł o równości, sprawiedliwości i budowaniu powszechnego szczęścia, a w rzeczywistości kończy się krwawą rzezią i zagładą. Powieść była parabolą terroru, którym była rewolucja październikowa, a którą Reymont obserwował w ciągu pięciu lat pomiędzy jej początkiem a rokiem powstania powieści. Z powodów ideologicznych w PRL powieść była zakazana i uległa zapomnieniu. Pierwsze powojenne wznowienie powieści miało miejsce w 2004, nakładem wydawnictwa „Fronda”.

### Wybrane pozostałe utwory
- Pielgrzymka do Jasnej Góry (1895)
- Komediantka (1896)
- Fermenty (1897)
- Marzyciel (1910) – szkic powieściowy
- Wampir (1911) – powieść grozy
- Rok 1794 (1913–1918)
- Z ziemi chełmskiej. Wrażenia i notatki (1916), opowiadanie
- Legenda (1924), opowiadanie.
- Śmierć (1923), nowela

## Ordery i odznaczenia
- Order Orła Białego (pośmiertnie, 11 listopada 2018)[31]
- Wielka Wstęga Orderu Odrodzenia Polski (27 grudnia 1924)[32][33]
- Krzyż Komandorski Orderu Odrodzenia Polski (29 grudnia 1921)[34][35][36]
- Krzyż Oficerski Orderu Odrodzenia Polski (13 lipca 1921)[37][38][39]
- Komandor Orderu Legii Honorowej (25 czerwca 1925)[40][41]

## Upamiętnienie
- W roku 1925 w gminie Wierzchosławice odbyły się pierwsze "Dożynki Reymontowskie", zwyczaj ten praktykowany jest do dziś[42].
- W 1977 wyemitowano z jego wizerunkiem polską monetę kolekcjonerską o nominale 100 zł. Moneta ta została wykonana ze srebra próby 625 w nakładzie 20 150 egzemplarzy, miała średnicę 32 mm i wagę 16,5 g, rant gładki[43]. Portret Władysława Reymonta znajdował się również na polskim banknocie o nominale 1 000 000 zł, będącym w obiegu w latach 1991–1996[44].
- Od 24 listopada 1961 ulica w Warszawie, na terenie obecnej dzielnicy Bielany, będąca jedną z ważniejszych arterii komunikacyjnych tej części miasta, przed tą datą nosząca nazwę „alei Konstytucji”, nosi nazwę alei Władysława Reymonta[45]. W 1967 na fasadzie domu przy ul. Górnośląskiej 16, w którym zmarł, odsłonięto tablicę pamiątkową[22].
- Poczta Polska wydała następujące walory upamiętniające Władysława Reymonta:
  - 12 grudnia 1967 znaczek o wartości 60 gr z okazji 100. rocznicy urodzin pisarza (nr katalogowy 1670)[46],
  - 10 maja 1982 znaczek o wartości 15 zł w ramach serii „Polscy laureaci Nagrody Nobla” (nr katalogowy 2661)[47],
  - 7 maja 2017 znaczek o wartości 2,60 zł z okazji 150. rocznicy urodzin pisarza (nr katalogowy 4757)[48][49].
- Pisarza upamiętniają ponadto:
- Nagroda Literacka im. Władysława Reymonta
- w Lipcach Reymontowskich:
  - tablica pamiątkowa na domu rodzinnym Władysława Reymonta
- Upamiętnienia w Łodzi:
  - park Reymonta
  - plac Władysława Reymonta
  - pomnik Władysława Reymonta na placu jego imienia
  - pomnik Władysława Reymonta przy Pałacu Kindermanna
  - Port Lotniczy Łódź im. Władysława Reymonta
- Pamięć w Kołaczkowie:
  - izba pamięci Władysława Reymonta
  - pomnik Władysława Reymonta
  - herb gminy Kołaczkowo
- Pomniki w Radomsku:
  - pomnik – popiersie Reymonta[50]
  - ławeczka z postacią pisarza[51]
- W Zakopanem:
  - tablica na willi „Boryna” przy ul. Grunwaldzkiej 14
- W Bielsku-Białej:
  - Muzeum Literatury im. Władysława Reymonta w Bielsku-Białej
- Fundacja im. Władysława Reymonta w Hamilton, Kanada[52]
- W Złotoryi: pomnik na placu im. Władysława Reymonta.
- Sejm Rzeczypospolitej Polskiej ogłosił rok 2000 Rokiem Reymontowskim. Uchwałą Senatu RP XI kadencji z 29 października 2024, rok 2025 ustanowiono „Rokiem Władysława Stanisława Reymonta”, tym samym upamiętniając setną rocznicę śmierci tego „wybitnego pisarza, laureata Nagrody Nobla”[53][54].